# سو روبرتس
سو روبرتس (بالإنجليزية: Sue Roberts)‏ هي لاعبة غولف أمريكية، ولدت في 22 يونيو 1948 في أوك بارك في الولايات المتحدة.

## وصلات خارجية
- سو روبرتس على موقع رابطة لاعبات الغولف المحترفات (الإنجليزية)